# Myophonus horsfieldii
El arrenga indio (Myophonus horsfieldii) es una especie de ave paseriforme de la familia Muscicapidae endémica de la India. La especie reside en los Ghats occidentales y en montes aledaños de la India peninsular, incluidos partes de Ghats orientales y de la India central.

## Descripción
Es un ave de plumaje azul negruzco con manchas azules brillantes en la frente y hombros. El azul es visible solo con rayos de luz oblicua. Su pico y las patas son negras. Ambos sexos son indistinguibles y los jóvenes son más parduscos y carecen de la frente azul.

## Distribución y hábitat

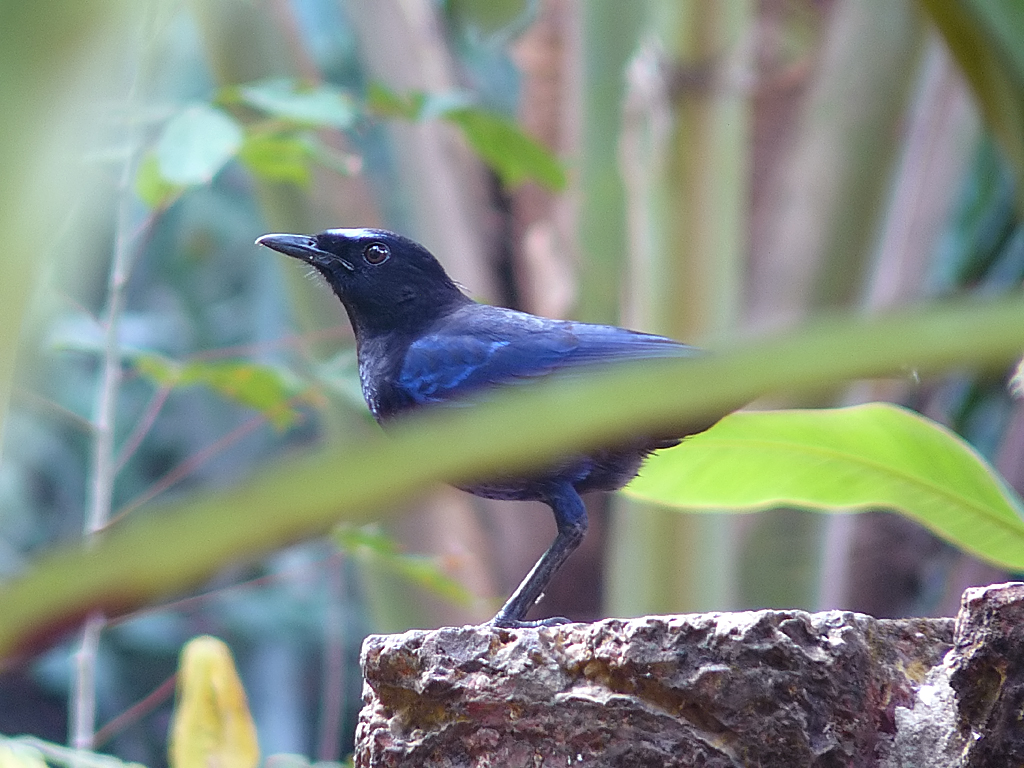
Adulto (Kannur, India)

La especie se encuentra a lo largo de los Ghats occidentales, al sur de Surat. También se encuentran por Satpura hasta el noroeste de Orissa (Surguja). También se encuentran en los Ghats orientales. Sus poblaciones no son migratorias pero se sabe que se dispersan en invierno. Un individuo fue marcado en Mahabaleshwar en el verano de 1972 y fue recuperado en el invierno de 1976 en Sampaje, Coorg. A pesar de que históricamente ha sido documentado dos veces en el Monte Abu, expediciones más recientes no han logrado documentar al pájaro o un hábitat adecuado.
El arrenga indio se encuentra normalmente en la maleza y en los densos bosques fluviales.

## Comportamiento y ecología
El arrenga indio es omnívoro, se alimenta de una amplia gama de insectos, cangrejos, ranas, gusanos de tierra y bayas. Son normalmente vistos solos o en pares.
Esta es una especie intrépida y es a menudo encontrada cerca de zonas humanas. El macho canta su diverso y melodioso silbido desde los árboles durante el verano. Pueden cantar por un largo tiempo alrededor del atardecer pero en el resto del día ellos a menudo silban una o dos notas agudas. Son mascotas populares capaces de aprender tonadas. Se bañan frecuentemente al amanecer y anochecer.

### Reproducción

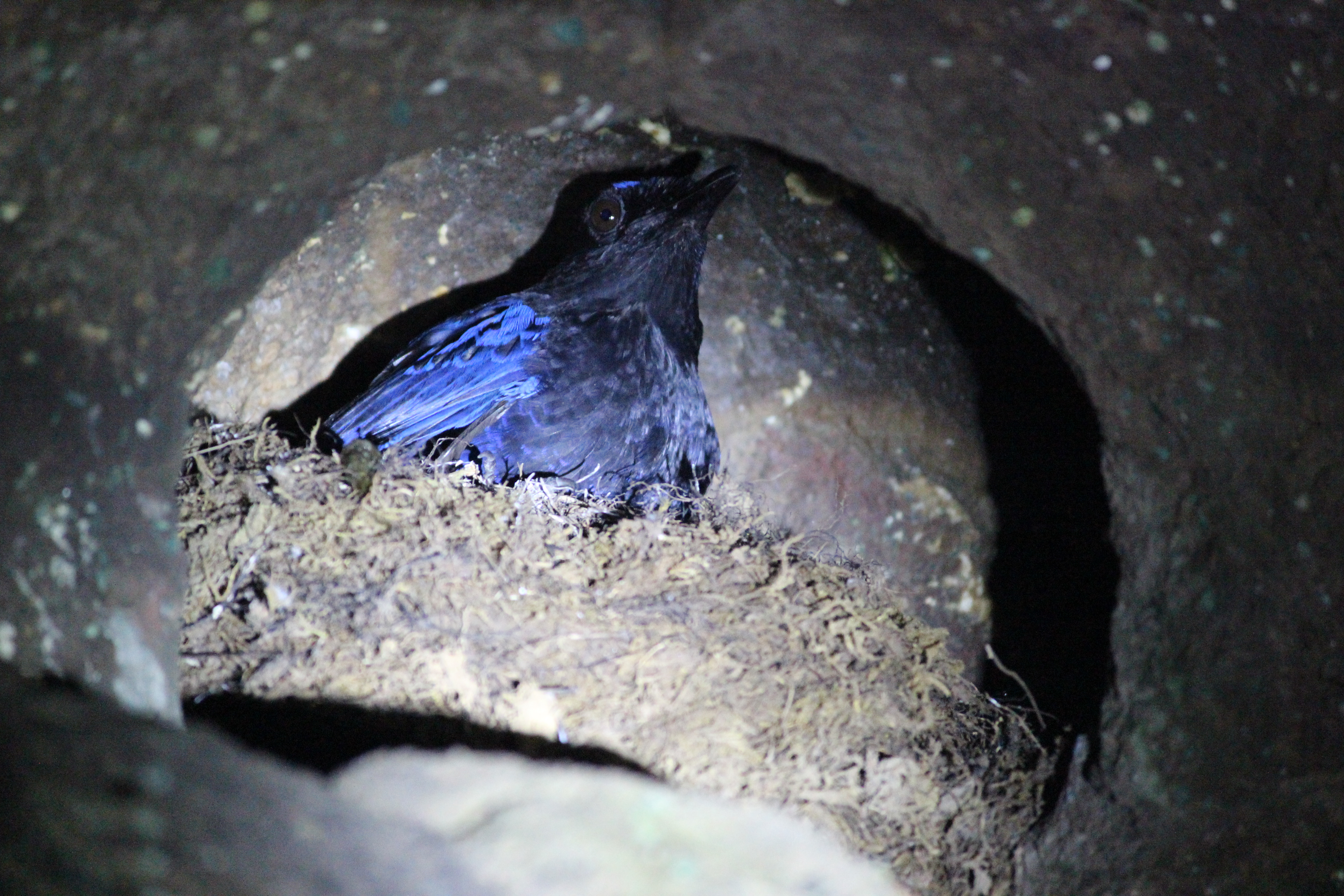
Myophonus horsfieldii en un lugar de anidación en Tamhini, India

Los arrengas indios se reproducen de marzo a diciembre y empiezan con los monzones. El cortejo implica en perseguir vuelos y en llamados. Ellos usualmente anidan en una cavidad a un lado de los arroyos pero a veces usan edificios cercanos. En un estudio acerca de los sitios de anidación en el área de Silent Valley, un total de 21 nidos fueron encontrados mayormente en rocas a lo largo del borde de los arroyos, uno en el agujero de un árbol y otro dentro de un edificio abandonado. El nido es una taza hecho de musgo, raíces de bambú y hierba, con una base ancha y estrechándose hacia la parte superior. La base del nido apareció pegada a la roca con barro. La altura de nido era de 14.8 cm y 7.4 cm de profundidad. El ancho exterior y el ancho interior eran 21.5 cm y 13.1 cm respectivamente. La altura hasta el suelo era de 125.8 cm. La mayoría de sitios de nido estaban aproximadamente 6 m del agua con una cobertura del 60% de roca. Los nidos estaban comúnmente cubiertos y el éxito era directamente relacionado con él. Las aves muestran una alta fidelidad al sitio; ocupando y anidando cerca sus nidos de estaciones anteriores. La puesta consta de 2 a 4 huevos. Los huevos son de un color rosa salmón pálido moteado. Los huevos son incubados por aproximadamente 16 o 17 días por ambos progenitores.